# مجلس المدينة (فلم)
مجلس المدينة (بالإنجليزية: city hall)هو فيلم درامي تشويق أمريكي عام 1996 من إخراج هارولد بيكر وبطولة آل باتشينو وجون كوزاك وبريدجيت فوندا وداني أيلو. كان الفيلم هو ثاني تعاون لبيكر مع آل باتشينو، بعد أن أخرجه في بحر الحب (1989).

## القصة
في مدينة نيويورك، قتل المحقق إيدي سانتوس وشخصية الغوغاء تينو زاباتي بعضهما البعض في تبادل لإطلاق النار. رصاصة طائشة تقتل أيضًا طفلًا عابرًا. في أعقاب المأساة، أثيرت تساؤلات حول سبب قيام القاضي والتر ستيرن، وهو صديق قديم للعمدة الطموح جون باباس، بإطلاق سراح المجرم المسؤول في السابق تحت المراقبة. قرر نائب عمدة باباس المخلص كيفين كالهون البحث عن إجابات. في غضون ذلك، كشفت المساعدة القانونية ماريبيث كوجان عن مؤامرة لتشويه سمعة سانتوس.
يقود تحقيق كالهون إلى فرانك أنسيلمو، وهو سياسي من بروكلين له صلات بعم تينو، رئيس الجريمة بول زاباتي. أنسيلمو يزرع المال بأمر من زاباتي لتهديد سانتوس. يواصل كالهون وكوجان البحث عن الحقيقة من عدد من المصادر، بما في ذلك شريك سانتوس وقريب آخر لزاباتي. بعد مقتل ضابط المراقبة لاري شوارتز، خلصوا في النهاية إلى أن القاضي ستيرن يجب أن يكون على أهبة الاستعداد. يوافق باباس على أن على شتيرن الاستقالة.
فضيحة الكرات الثلجية لدرجة أن زاباتي أمر أنسيلمو بالانتحار بدلاً من أن يصبح مخبراً أو يذهب إلى السجن. لحماية عائلته، أطلق أنسيلمو النار على نفسه. يكشف كالهون عن أدلة على أن باباس وضع ستيرن مع أنسيلمو لتلقي رشوة وترك الشاب زاباتي في الشارع. صُدم كالهون وصدم من هذا الوحي، تحدث إلى باباس وأخبره أن هناك خيارًا واحدًا فقط - ترك منصب العمدة وترك السياسة إلى الأبد («ستخرج نفسك يا جون. ستخرج نفسك».). على الرغم من أن باباس يريد في البداية محاربة الفضيحة الوشيكة، إلا أنه يحترم كثيرًا نزاهة كالهون ويوافق على طلبه. يتشارك باباس وكالهون في وداع عاطفي، ويتقاعد باباس من السياسة.
بعد مرور بعض الوقت، يترشح كالهون لمنصب عضو مجلس المدينة ويخسر الانتخابات، ويظل ثابتًا في محاولة إيجاد مكان له في السياسة وأيضًا جعل المدينة مكانًا أفضل للعيش فيه.

## طاقم الممثلين
- آل باتشينو في دور العمدة جون باباس
- جون كوزاك بدور كيفن كالهون
- داني أيلو في دور فرانك أنسيلمو
- مورفي جوير في دور النقيب فلوريان
- بريدجيت فوندا بدور ماريبيث كوجان
- أنتوني فرانسيوزا في دور بول زاباتي
- مارتن لانداو في دور القاضي والتر ستيرن
- ديفيد بيمر في دور أبي غودمان
- ريتشارد شيف في دور لاري شوارتز
- هاري بوجين في دور مورتي النادل

يلعب فريتز هولينجز، السناتور الأمريكي الحالي من ولاية كارولينا الجنوبية آنذاك، دور السناتور ماركواند، الذي لوبي باباس وكالهون من أجل الوصول إلى المؤتمر الوطني الديمقراطي.
عمدة مدينة نيويورك السابق، إد كوخ، لديه أيضًا عرض موجز في مقطع تعليق سياسي لبث إخباري تلفزيوني.

## استقبال
على طماطم فاسدة، حصل الفيلم على نسبة موافقة تبلغ 56٪ بناءً على 25 مراجعة، بمتوسط تقييم 6/10. يقول إجماع نقاد الموقع: «مجلس المدينة يستكشف الفساد السياسي بذكاء جدير بالثناء، لكن شبكة الفضيحة هذه تكافح من أجل الاندماج في دراما مرضية.» إلى مقياس
أعطى روجر إيبرت الفيلم نصفين ونصف من أصل أربعة نجوم وكتب، "العديد من أجزاء مجلس المدينة جيدة جدًا بحيث يجب أن يضيف الكل إلى المزيد، لكنه ليس كذلك.

## صندوق التذاكر
صدر الفيلم في 16 فبراير 1996 في 1,815 مسارح. ظهرت لأول مرة في المركز الرابع في شباك التذاكر في الولايات المتحدة، حيث بلغ إجمالي أرباحها 8 ملايين دولار. في عطلة نهاية الأسبوع الثانية، هبطت في المرتبة 6، بإجمالي 13.8 مليون دولار. حقق الفيلم 20.3 مليون دولار في الولايات المتحدة وكندا و 13.1 مليون دولار دوليًا ليصبح المجموع العالمي 33.4 مليون دولار.

## روابط خارجية
- مقالات تستعمل روابط فنية بلا صلة مع ويكي بيانات